# Isla Hall
La isla Hall o Isla Gallya (en ruso: Остров Галля; Ostrov Gallya) es una isla en la Tierra de Francisco José, óblast de Arcángel, Rusia. 
La isla Hall está casi por completa cubierta de glaciar. Las únicas zonas relativamente grandes libres de hielo permanente se encuentran en su extremo meridional, donde hay dos cabos, cabo Tegethoff (Mys Tegetkhoff), y también cabo Ozernyy (Mys Ozernyy), en la península Littrov, (Poluostrov Littrova). Hay también una zona sin glaciar muy pequeña alrededor de su cabo más este, Mys Frankfurt, y otra en su extremo noroeste, cabo Wiggins (Mys Uigginsa).
La superficie de la isla Hall es 1049 km² y es una de las islas más grandes del grupo. Su punto más alto es 502 m. Hay una amplia bahía en el lado sureste de la isla Hall conocida como la bahía del hidrógrafo (Zaliv Gidrografov) y una más pequeña al oeste de la península Littrov llamada Bujta Surovaya.
La isla Hall se encuentra muy cerca de las orillas orientales de la isla Mc Clintock, separada de ella por un fino estrecho. Al sureste hay un estrecho más ancho que separa la isla Hall de la isla Salm conocida en Rusia como Proliv Lavroka. El estrecho al este es el gran Avstriskiy Proliv.
La isla Hall recibió su nombre del explorador ártico estadounidense Charles Francis Hall. En algunos mapas rusos aparece como Ostrov Jol (Остров Хол).

## Historia
Esta isla fue descubierta el 30 de agosto de 1873, por la Expedición austro-húngara al Polo Norte. Fue la primera gran isla del grupo de Francisco José en la que pusieron pie los miembros de la expedición. 
En 1898-99 se construyó un pequeño campamento en Mys Tegetkhof (cabo Tegethoff, 80°05′N 58°01′E / 80.083, 58.017) por la expedición de Walter Wellman. Contiene un marcador conmemorando el descubrimiento del archipiélago. El cabo Tegethoff recibió su nombre del principal barco de los exploradores austro-húngaros, que habían sido nombrados en honor del almirante austriaco Wilhelm von Tegetthoff.

## Pequeñas islas adyacentes
- Justo fuera de la orilla septentrional de la isla Hall quedan tres islotes pequeños llamadas islas Brown (Ostrova Brounova). Recibieron este nombre en honor de George Brown, de la Royal Navy, quien estuvo en la expedición 1850-1854 en busca de Sir John Franklin, bajo el mando del capitán R. M'Clure, en el Investigator.

- 6 km al oeste del cabo noroeste de la isla de Hall queda una isla de forma oval y 5 km de largo, la isla Newcomb (Остров Нюкомба, Ostrov N'yukomba). Sin glaciares. Su punto más alto 67 m. Esta isla fue llamada así por Raymond Lee Newcomb, el oficial naval a carbo de la partida de 1882–84 que buscaba a la infortunada expedición DeLong en el barco Jeannette

- A 1,5 km del lado noreste de la bahía oriental de la isla de Hall queda la pequeña pero muy inclinada isla Berghaus (Остров Бергхауз, Ostrov Bergjauz), que llega a una altura de 372 m. Sin glaciar. Esta isla recibe su nombre del cartógrafo Heinrich Berghaus (1797-1884).